# Ludwig Eberling
Ludwig Eberling (* 11. März 1823 in Büdingen; † 1898 auf der Mainau) war Hofgärtner auf der Insel Mainau im Bodensee. Er gilt als der Schöpfer der heutigen Blumeninsel.

## Leben
Er wurde als Sohn des Gärtners Johann Conrad Eberling und Amalie Münch im ehemaligen Rathaus von Büdingen geboren. Er hatte drei Schwestern und einen Bruder. Wie sein Vater und Großvater, nach dem er benannt wurde, erlernte auch Ludwig den Gärtnerberuf. Vermutlich in den 1840ern begab er sich auf Wanderschaft. Eberling war verheiratet mit Johanna Rosina Hofmann aus Schweinfurt.

## Insel Mainau
1856 kam Eberling als Nachfolger von Chr. Schlichter auf die Mainau. Im Auftrag Großherzogs Friedrich I. von Baden setzte er als Hofgärtner dessen Träume und Pläne in die Tat um. Friedrich hatte die Insel 1853 für 130.000 fl. von  Gräfin Luise von Douglas gekauft.
Angeblich wollte Ludwig Eberling direkt umkehren als er 1856 zum ersten Mal die Insel betrat, und sie in erbärmlichem Zustand sah. Die Verödung der Gartenanlagen während der letzten Jahre der Deutschordens-Komturei und des mehrfachen Besitzerwechsels im zweiten Viertel des 19. Jahrhunderts war sehr weit fortgeschritten. Die einst mit Blumenbeeten und Kräutergärten bepflanzte Insel war kaum mehr als ein Kartoffel- und Distelacker.
Aus dem Buch „Mainau – Chronik eines Paradieses“ stammt das folgende Zitat:
„Hofgärtner Eberlings 42 Jahre“
„Sehr schnell entwickelte sich ein selten vertrautes Verhältnis zwischen dem Fürsten und ihm, wohl in der Person und in der gemeinsamen Liebe zur Natur und Gartenkunst begründet. In der Folgezeit wurde unter dem energischen, tatkräftigen, auch durchaus seines Wertes sich bewußten Mannes vieles anders. Die Unterstützung des Großherzogs und das Vertrauen in die eigene Energie waren ihm Hilfe, sich der Bevormundung der Karlsruher Stellen widersetzen zu können. Nach seinen Aufzeichnungen mußten die geringfügigsten Dinge wie die Anschaffung einer Blumenspritze nach vorherigem Antrag und eingehender Begutachtung dort erst genehmigt werden. Die Zusammenarbeit der beiden für die Pflanzenwelt begeisterten Männer schuf das, was der Großherzog ‘mein Paradies’ nannte. Mit sicherem Blick bestimmte er die anzuschaffenden Bäume und kaufte er Orangenbäume in Italien, seltene Rosen in Malmaison, Palmen in Nizza und vieles andere mehr an anderen Plätzen, um mit handgeschriebener Anweisung alles auf die Mainau schicken zu lassen. Schweizer, italienische, französische, elsässische, holländische und deutsche Baumschulen lieferten ihr Bestes. (...)
Die Karlsruher Hofgärtnerei erhielt Anweisung, von ihm ausgewählte Pflanzen von dort an seinen Lieblingsplatz zu schicken - nicht immer zur Freude der eifersüchtigen Residenzgärtner. Langsam gedieh die Mainau zu einer Parklandschaft, in der der arboretische Teil gemäß dem dendrologischen Interesse des Großherzogs überwog. Gemüsegärten und Kartoffeläcker verschwanden, Rebberge wurden abgetragen; dort gediehen nun Koniferen, seltene Bäume und Sträucher. An der sonnigen Südseite entstand in liebevoller Kleinarbeit der italienische Rosengarten mit Laubengängen und Pergolen, in die Intimsphäre der herzoglichen Familie einbezogen und zur Freude ihrer zahlreichen Gäste.“
Eberling hatte in 42 Jahren den Grundstein für das heutige Erscheinungsbild der Insel Mainau gelegt. Ludwig Eberling starb 1898 im Gärtnerturm der Mainau. Victor Nohl wurde sein Nachfolger als Hofgärtner.

## Auszeichnungen
- 1890 König Carol von Rumänien verleiht Ludwig Eberling die „Große Verdienstmedaille“ seines Landes
- 1896 Ernennung zum Garteninspektor der Insel Mainau durch Großherzog Ludwig
- Bereits 1891 wurden seine Leistungen in der Gärtnerzeitschrift „Möllers Garten-Zeitung“ gewürdigt.